# Escuelas Públicas del Condado de Gwinnett
El Escuelas Públicas del Condado de Gwinnett (Gwinnett County Public Schools en inglés) es el distrito escolar en Georgia, Estados Unidos. Tiene su sede en una área no incorporada.
El distrito tiene escuelas en el Condado de Gwinnett.

## Escuelas

### Escuelas secundarias
- Archer High School
- Berkmar High School
- Brookwood High School
- Central Gwinnett High School
- Collins Hill High School
- Dacula High School
- Duluth High School
- Grayson High School
- Gwinnett School of Mathematics, Science, and Technology
- Meadowcreek High School
- Mill Creek High School
- Mountain View High School
- Norcross High School
- North Gwinnett High School
- Parkview High School
- Peachtree Ridge High School
- Shiloh High School
- South Gwinnett High School